# Chrysso sasakii
Chrysso sasakii är en spindelart som beskrevs av Yoshida 200. Chrysso sasakii ingår i släktet Chrysso och familjen klotspindlar. Inga underarter finns listade i Catalogue of Life.